# Xylotrechus multiimpressus
Xylotrechus multiimpressus är en skalbaggsart som beskrevs av Maurice Pic 1911. Xylotrechus multiimpressus ingår i släktet Xylotrechus och familjen långhorningar. Inga underarter finns listade i Catalogue of Life.